# هوغو ريد
هوغو ريد (بالإسبانية: Hugo Reid)‏ هو تاجر مكسيكي، ولد في 18 أبريل 1811 في Cardross ‏ في المملكة المتحدة، وتوفي في 12 ديسمبر 1852 في لوس أنجلوس في الولايات المتحدة.